# Bredene Koksijde Classic 2023
Bredene Koksijde Classic 2023 – 21. edycja wyścigu kolarskiego Bredene Koksijde Classic, która odbyła się 17 marca 2023 na trasie o długości 198 kilometrów z miasta Bredene do miejscowości Koksijde. Impreza kategorii 1.Pro była częścią UCI ProSeries 2023.

## Uczestnicy

### Drużyny
| WorldTeams (7)- Alpecin-Deceuninck - Intermarché-Circus-Wanty - Soudal Quick-Step - Arkéa-Samsic - Team DSM - Trek-Segafredo - UAE Team Emirates ProTeams (10)- Bingoal WB - Human Powered Health - Israel-Premier Tech - Lotto Dstny - Q36.5 Pro Cycling Team - Team Corratec - Team Flanders-Baloise - Team Novo Nordisk - TotalEnergies - Uno-X Pro Cycling Team Continental teams (3)- Volkerwessels Cycling Team - TDT-Unibet - Tarteletto-Isorex |
| |

### Lista startowa
| UAE Team Emirates UAD | UAE Team Emirates UAD       | UAE Team Emirates UAD |
| --------------------- | --------------------------- | --------------------- |
| Nr                    | Kolarz                      | Miejsce               |
| 1                     | Pascal Ackermann (GER)      | 2.                    |
| 2                     | Ivo Oliveira (POR)          | 67.                   |
| 3                     | Ryan Gibbons (RSA)          | 56.                   |
| 4                     | Sjoerd Bax (NED)            | 88.                   |
| 5                     | Mikkel Bjerg (DEN)          | 80.                   |
| 6                     | Vegard Stake Laengen (NOR)  | 84.                   |
| 7                     | Juan Sebastián Molano (COL) | 7.                    |

| Soudal Quick-Step SOQ | Soudal Quick-Step SOQ     | Soudal Quick-Step SOQ |
| --------------------- | ------------------------- | --------------------- |
| Nr                    | Kolarz                    | Miejsce               |
| 11                    | Tim Merlier (BEL) (szosa) | 22.                   |
| 12                    | Josef Černý (CZE)         | DNF                   |
| 13                    | Jannik Steimle (GER)      | 55.                   |
| 14                    | Martin Svrček (SVK)       | 45.                   |
| 15                    | Bert Van Lerberghe (BEL)  | 35.                   |
| 16                    | Stan Van Tricht (BEL)     | 44.                   |
| 17                    | Ethan Vernon (GBR)        | 33.                   |

| Alpecin-Deceuninck ADC | Alpecin-Deceuninck ADC  | Alpecin-Deceuninck ADC |
| ---------------------- | ----------------------- | ---------------------- |
| Nr                     | Kolarz                  | Miejsce                |
| 21                     | Ayco Bastiaens (BEL)    | 78.                    |
| 22                     | Lionel Taminiaux (BEL)  | 4.                     |
| 23                     | Jonas Rickaert (BEL)    | 90.                    |
| 24                     | Jakub Mareczko (ITA)    | 5.                     |
| 25                     | Edward Planckaert (BEL) | 73.                    |
| 26                     | Jensen Plowright (AUS)  | 28.                    |
| 27                     | Senne Leysen (BEL)      | DNF                    |

| Intermarché-Circus-Wanty ICW | Intermarché-Circus-Wanty ICW | Intermarché-Circus-Wanty ICW |
| ---------------------------- | ---------------------------- | ---------------------------- |
| Nr                           | Kolarz                       | Miejsce                      |
| 31                           | Dries De Pooter (BEL)        | 64.                          |
| 32                           | Julius Johansen (DEN)        | 79.                          |
| 33                           | Madis Mihkels (EST)          | DNS                          |
| 34                           | Laurenz Rex (BEL)            | 58.                          |
| 35                           | Baptiste Planckaert (BEL)    | 74.                          |
| 36                           | Gerben Thijssen (BEL)        | 1.                           |
| 37                           | Boy van Poppel (NED)         | 51.                          |

| Arkéa-Samsic ARK | Arkéa-Samsic ARK        | Arkéa-Samsic ARK |
| ---------------- | ----------------------- | ---------------- |
| Nr               | Kolarz                  | Miejsce          |
| 41               | Hugo Hofstetter (FRA)   | DNF              |
| 42               | Louis Barré (FRA)       | 72.              |
| 43               | Anthony Delaplace (FRA) | 49.              |
| 44               | David Dekker (NED)      | 21.              |
| 45               | Daniel McLay (GBR)      | 50.              |
| 46               | Łukasz Owsian (POL)     | 61.              |
| 47               | Andrij Ponomar (UKR)    | DNF              |

| Trek-Segafredo TFS | Trek-Segafredo TFS          | Trek-Segafredo TFS |
| ------------------ | --------------------------- | ------------------ |
| Nr                 | Kolarz                      | Miejsce            |
| 51                 | Marc Brustenga (ESP)        | DNF                |
| 52                 | Emīls Liepiņš (LAT) (szosa) | 53.                |
| 53                 | Thibau Nys (BEL)            | 62.                |
| 54                 | Edward Theuns (BEL)         | 10.                |
| 55                 | Mathias Vacek (CZE)         | 52.                |

| Team DSM DSM | Team DSM DSM               | Team DSM DSM |
| ------------ | -------------------------- | ------------ |
| Nr           | Kolarz                     | Miejsce      |
| 61           | Sam Welsford (AUS)         | 3.           |
| 62           | Tobias Lund Andresen (DEN) | 59.          |
| 63           | Patrick Eddy (AUS)         | 69.          |
| 64           | Leon Heinschke (GER)       | 71.          |
| 65           | Sean Flynn (GBR)           | 8.           |
| 66           | Tim Naberman (NED)         | 47.          |

| Lotto Dstny LTD | Lotto Dstny LTD           | Lotto Dstny LTD |
| --------------- | ------------------------- | --------------- |
| Nr              | Kolarz                    | Miejsce         |
| 71              | Victor Campenaerts (BEL)  | DNF             |
| 72              | Cédric Beullens (BEL)     | 23.             |
| 73              | Brent Van Moer (BEL)      | 54.             |
| 74              | Michael Schwarzmann (GER) | 70.             |
| 75              | Rüdiger Selig (GER)       | 6.              |
| 76              | Liam Slock (BEL)          | 41.             |
| 77              | Florian Vermeersch (BEL)  | DNF             |

| Uno-X Pro Cycling Team UXT | Uno-X Pro Cycling Team UXT | Uno-X Pro Cycling Team UXT |
| -------------------------- | -------------------------- | -------------------------- |
| Nr                         | Kolarz                     | Miejsce                    |
| 81                         | Fredrik Dversnes (NOR)     | 83.                        |
| 82                         | Stian Fredheim (NOR)       | 38.                        |
| 83                         | Tord Gudmestad (NOR)       | 46.                        |
| 84                         | Kristoffer Halvorsen (NOR) | 9.                         |
| 85                         | Louis Bendixen (DEN)       | 85.                        |
| 87                         | Martin Urianstad (NOR)     | 86.                        |

| Israel-Premier Tech IPT | Israel-Premier Tech IPT      | Israel-Premier Tech IPT |
| ----------------------- | ---------------------------- | ----------------------- |
| Nr                      | Kolarz                       | Miejsce                 |
| 91                      | Gaj Sagiw (ISR)              | 43.                     |
| 92                      | Itamar Einhorn (ISR) (szosa) | 12.                     |
| 94                      | Riley Pickrell (CAN)         | 63.                     |
| 95                      | Jens Reynders (BEL)          | 37.                     |
| 96                      | Ro’i Weinberg (ISR)          | DNF                     |
| 97                      | Tom Van Asbroeck (BEL)       | 18.                     |

| TotalEnergies TEN | TotalEnergies TEN          | TotalEnergies TEN |
| ----------------- | -------------------------- | ----------------- |
| Nr                | Kolarz                     | Miejsce           |
| 101               | Edvald Boasson Hagen (NOR) | 17.               |
| 102               | Émilien Jeannière (FRA)    | 34.               |
| 103               | Lorrenzo Manzin (FRA)      | 82.               |
| 105               | Jason Tesson (FRA)         | DNF               |
| 106               | Dries Van Gestel (BEL)     | DNS               |
| 107               | Mattéo Vercher (FRA)       | 76.               |

| Bingoal WB BWB | Bingoal WB BWB                 | Bingoal WB BWB |
| -------------- | ------------------------------ | -------------- |
| Nr             | Kolarz                         | Miejsce        |
| 111            | Louis Blouwe (BEL)             | 29.            |
| 112            | Nathan Vandepitte (FRA)        | 13.            |
| 113            | Matteo Malucelli (ITA)         | 15.            |
| 114            | Alexander Salby (DEN)          | DNF            |
| 115            | Luca Van Boven (BEL)           | 30.            |
| 116            | Guillaume Van Keirsbulck (BEL) | DNF            |
| 117            | Karl Patrick Lauk (EST)        | 77.            |

| Team Flanders-Baloise TFB | Team Flanders-Baloise TFB | Team Flanders-Baloise TFB |
| ------------------------- | ------------------------- | ------------------------- |
| Nr                        | Kolarz                    | Miejsce                   |
| 121                       | Noah Vandenbranden (BEL)  | DNF                       |
| 122                       | Alex Colman (BEL)         | 24.                       |
| 123                       | Ruben Apers (BEL)         | 48.                       |
| 124                       | Tuur Dens (BEL)           | 89.                       |
| 125                       | Milan Fretin (BEL)        | DNF                       |
| 126                       | Aaron Verwilst (BEL)      | DNF                       |
| 127                       | Jules Hesters (BEL)       | DNF                       |

| Human Powered Health HPM | Human Powered Health HPM | Human Powered Health HPM |
| ------------------------ | ------------------------ | ------------------------ |
| Nr                       | Kolarz                   | Miejsce                  |
| 131                      | Sasha Weemaes (BEL)      | DNF                      |
| 132                      | Adam de Vos (CAN)        | DNF                      |
| 133                      | August Jensen (NOR)      | 19.                      |
| 136                      | Gijs Van Hoecke (BEL)    | 40.                      |
| 137                      | Matthew Gibson (GBR)     | DNF                      |

| Team Corratec COR | Team Corratec COR         | Team Corratec COR |
| ----------------- | ------------------------- | ----------------- |
| Nr                | Kolarz                    | Miejsce           |
| 141               | Antonio Barać (CRO)       | DNS               |
| 142               | Charlie Quaterman (GBR)   | DNF               |
| 143               | Nicolas Dalla Valle (ITA) | DNF               |
| 144               | Giulio Masotto (ITA)      | DNF               |
| 145               | Lorenzo Quartucci (ITA)   | DNF               |
| 146               | Etienne van Empel (NED)   | 42.               |
| 147               | Samuele Zambelli (ITA)    | DNF               |

| Q36.5 Pro Cycling Team Q36 | Q36.5 Pro Cycling Team Q36 | Q36.5 Pro Cycling Team Q36 |
| -------------------------- | -------------------------- | -------------------------- |
| Nr                         | Kolarz                     | Miejsce                    |
| 151                        | Fabio Christen (SUI)       | DNF                        |
| 153                        | Kamil Małecki (POL)        | 81.                        |
| 154                        | Tom Devriendt (BEL)        | 68.                        |
| 155                        | Nicolò Parisini (ITA)      | 75.                        |
| 156                        | Szymon Sajnok (POL)        | 14.                        |
| 157                        | Nickolas Zukowsky (CAN)    | 57.                        |

| Team Novo Nordisk TNN | Team Novo Nordisk TNN | Team Novo Nordisk TNN |
| --------------------- | --------------------- | --------------------- |
| Nr                    | Kolarz                | Miejsce               |
| 171                   | Joonas Henttala (FIN) | DNF                   |
| 172                   | Declan Irvine (AUS)   | DNF                   |
| 173                   | Matyáš Kopecký (CZE)  | 31.                   |
| 174                   | Péter Kusztor (HUN)   | DNF                   |
| 175                   | Andrea Peron (ITA)    | 16.                   |
| 176                   | Robbe Ceurens (BEL)   | DNF                   |
| 177                   | Logan Phippen (USA)   | DNF                   |

| Tarteletto-Isorex TIS | Tarteletto-Isorex TIS    | Tarteletto-Isorex TIS |
| --------------------- | ------------------------ | --------------------- |
| Nr                    | Kolarz                   | Miejsce               |
| 181                   | Timothy Dupont (BEL)     | 20.                   |
| 182                   | Torsten Demeyere (BEL)   | DNF                   |
| 183                   | Jonas Geens (BEL)        | DNF                   |
| 184                   | Andreas Goeman (BEL)     | 66.                   |
| 185                   | Thomas Joseph (BEL)      | 27.                   |
| 186                   | Thibau Verhofstadt (BEL) | DNF                   |
| 187                   | Mauro Verwilt (BEL)      | DNF                   |

| TDT-Unibet TDT | TDT-Unibet TDT         | TDT-Unibet TDT |
| -------------- | ---------------------- | -------------- |
| Nr             | Kolarz                 | Miejsce        |
| 191            | Joren Bloem (NED)      | 25.            |
| 192            | Davide Bomboi (BEL)    | 36.            |
| 193            | Jordy Bouts (BEL)      | DNF            |
| 194            | Martijn Budding (NED)  | 11.            |
| 195            | Tomáš Kopecký (CZE)    | 65.            |
| 196            | Abram Stockman (BEL)   | 39.            |
| 197            | Yentl Vandevelde (BEL) | DNF            |

| VolkerWessels Cycling Team VWE | VolkerWessels Cycling Team VWE  | VolkerWessels Cycling Team VWE |
| ------------------------------ | ------------------------------- | ------------------------------ |
| Nr                             | Kolarz                          | Miejsce                        |
| 201                            | Jord Baak (NED)                 | DNF                            |
| 202                            | Zak Coleman (GBR)               | 32.                            |
| 203                            | Nick van der Meer (NED)         | 26.                            |
| 204                            | Daan van Sintmaartensdijk (NED) | DNF                            |
| 205                            | Timo de Jong (NED)              | 87.                            |
| 206                            | Coen Vermeltfoort (NED)         | 60.                            |
| 207                            | Thimo Willems (BEL)             | DNF                            |

| UAE Team Emirates UAD | UAE Team Emirates UAD       | UAE Team Emirates UAD |
| --------------------- | --------------------------- | --------------------- |
| Nr                    | Kolarz                      | Miejsce               |
| 1                     | Pascal Ackermann (GER)      | 2.                    |
| 2                     | Ivo Oliveira (POR)          | 67.                   |
| 3                     | Ryan Gibbons (RSA)          | 56.                   |
| 4                     | Sjoerd Bax (NED)            | 88.                   |
| 5                     | Mikkel Bjerg (DEN)          | 80.                   |
| 6                     | Vegard Stake Laengen (NOR)  | 84.                   |
| 7                     | Juan Sebastián Molano (COL) | 7.                    |

| Soudal Quick-Step SOQ | Soudal Quick-Step SOQ     | Soudal Quick-Step SOQ |
| --------------------- | ------------------------- | --------------------- |
| Nr                    | Kolarz                    | Miejsce               |
| 11                    | Tim Merlier (BEL) (szosa) | 22.                   |
| 12                    | Josef Černý (CZE)         | DNF                   |
| 13                    | Jannik Steimle (GER)      | 55.                   |
| 14                    | Martin Svrček (SVK)       | 45.                   |
| 15                    | Bert Van Lerberghe (BEL)  | 35.                   |
| 16                    | Stan Van Tricht (BEL)     | 44.                   |
| 17                    | Ethan Vernon (GBR)        | 33.                   |

| Alpecin-Deceuninck ADC | Alpecin-Deceuninck ADC  | Alpecin-Deceuninck ADC |
| ---------------------- | ----------------------- | ---------------------- |
| Nr                     | Kolarz                  | Miejsce                |
| 21                     | Ayco Bastiaens (BEL)    | 78.                    |
| 22                     | Lionel Taminiaux (BEL)  | 4.                     |
| 23                     | Jonas Rickaert (BEL)    | 90.                    |
| 24                     | Jakub Mareczko (ITA)    | 5.                     |
| 25                     | Edward Planckaert (BEL) | 73.                    |
| 26                     | Jensen Plowright (AUS)  | 28.                    |
| 27                     | Senne Leysen (BEL)      | DNF                    |

| Intermarché-Circus-Wanty ICW | Intermarché-Circus-Wanty ICW | Intermarché-Circus-Wanty ICW |
| ---------------------------- | ---------------------------- | ---------------------------- |
| Nr                           | Kolarz                       | Miejsce                      |
| 31                           | Dries De Pooter (BEL)        | 64.                          |
| 32                           | Julius Johansen (DEN)        | 79.                          |
| 33                           | Madis Mihkels (EST)          | DNS                          |
| 34                           | Laurenz Rex (BEL)            | 58.                          |
| 35                           | Baptiste Planckaert (BEL)    | 74.                          |
| 36                           | Gerben Thijssen (BEL)        | 1.                           |
| 37                           | Boy van Poppel (NED)         | 51.                          |

| Arkéa-Samsic ARK | Arkéa-Samsic ARK        | Arkéa-Samsic ARK |
| ---------------- | ----------------------- | ---------------- |
| Nr               | Kolarz                  | Miejsce          |
| 41               | Hugo Hofstetter (FRA)   | DNF              |
| 42               | Louis Barré (FRA)       | 72.              |
| 43               | Anthony Delaplace (FRA) | 49.              |
| 44               | David Dekker (NED)      | 21.              |
| 45               | Daniel McLay (GBR)      | 50.              |
| 46               | Łukasz Owsian (POL)     | 61.              |
| 47               | Andrij Ponomar (UKR)    | DNF              |

| Trek-Segafredo TFS | Trek-Segafredo TFS          | Trek-Segafredo TFS |
| ------------------ | --------------------------- | ------------------ |
| Nr                 | Kolarz                      | Miejsce            |
| 51                 | Marc Brustenga (ESP)        | DNF                |
| 52                 | Emīls Liepiņš (LAT) (szosa) | 53.                |
| 53                 | Thibau Nys (BEL)            | 62.                |
| 54                 | Edward Theuns (BEL)         | 10.                |
| 55                 | Mathias Vacek (CZE)         | 52.                |

| Team DSM DSM | Team DSM DSM               | Team DSM DSM |
| ------------ | -------------------------- | ------------ |
| Nr           | Kolarz                     | Miejsce      |
| 61           | Sam Welsford (AUS)         | 3.           |
| 62           | Tobias Lund Andresen (DEN) | 59.          |
| 63           | Patrick Eddy (AUS)         | 69.          |
| 64           | Leon Heinschke (GER)       | 71.          |
| 65           | Sean Flynn (GBR)           | 8.           |
| 66           | Tim Naberman (NED)         | 47.          |

| Lotto Dstny LTD | Lotto Dstny LTD           | Lotto Dstny LTD |
| --------------- | ------------------------- | --------------- |
| Nr              | Kolarz                    | Miejsce         |
| 71              | Victor Campenaerts (BEL)  | DNF             |
| 72              | Cédric Beullens (BEL)     | 23.             |
| 73              | Brent Van Moer (BEL)      | 54.             |
| 74              | Michael Schwarzmann (GER) | 70.             |
| 75              | Rüdiger Selig (GER)       | 6.              |
| 76              | Liam Slock (BEL)          | 41.             |
| 77              | Florian Vermeersch (BEL)  | DNF             |

| Uno-X Pro Cycling Team UXT | Uno-X Pro Cycling Team UXT | Uno-X Pro Cycling Team UXT |
| -------------------------- | -------------------------- | -------------------------- |
| Nr                         | Kolarz                     | Miejsce                    |
| 81                         | Fredrik Dversnes (NOR)     | 83.                        |
| 82                         | Stian Fredheim (NOR)       | 38.                        |
| 83                         | Tord Gudmestad (NOR)       | 46.                        |
| 84                         | Kristoffer Halvorsen (NOR) | 9.                         |
| 85                         | Louis Bendixen (DEN)       | 85.                        |
| 87                         | Martin Urianstad (NOR)     | 86.                        |

| Israel-Premier Tech IPT | Israel-Premier Tech IPT      | Israel-Premier Tech IPT |
| ----------------------- | ---------------------------- | ----------------------- |
| Nr                      | Kolarz                       | Miejsce                 |
| 91                      | Gaj Sagiw (ISR)              | 43.                     |
| 92                      | Itamar Einhorn (ISR) (szosa) | 12.                     |
| 94                      | Riley Pickrell (CAN)         | 63.                     |
| 95                      | Jens Reynders (BEL)          | 37.                     |
| 96                      | Ro’i Weinberg (ISR)          | DNF                     |
| 97                      | Tom Van Asbroeck (BEL)       | 18.                     |

| TotalEnergies TEN | TotalEnergies TEN          | TotalEnergies TEN |
| ----------------- | -------------------------- | ----------------- |
| Nr                | Kolarz                     | Miejsce           |
| 101               | Edvald Boasson Hagen (NOR) | 17.               |
| 102               | Émilien Jeannière (FRA)    | 34.               |
| 103               | Lorrenzo Manzin (FRA)      | 82.               |
| 105               | Jason Tesson (FRA)         | DNF               |
| 106               | Dries Van Gestel (BEL)     | DNS               |
| 107               | Mattéo Vercher (FRA)       | 76.               |

| Bingoal WB BWB | Bingoal WB BWB                 | Bingoal WB BWB |
| -------------- | ------------------------------ | -------------- |
| Nr             | Kolarz                         | Miejsce        |
| 111            | Louis Blouwe (BEL)             | 29.            |
| 112            | Nathan Vandepitte (FRA)        | 13.            |
| 113            | Matteo Malucelli (ITA)         | 15.            |
| 114            | Alexander Salby (DEN)          | DNF            |
| 115            | Luca Van Boven (BEL)           | 30.            |
| 116            | Guillaume Van Keirsbulck (BEL) | DNF            |
| 117            | Karl Patrick Lauk (EST)        | 77.            |

| Team Flanders-Baloise TFB | Team Flanders-Baloise TFB | Team Flanders-Baloise TFB |
| ------------------------- | ------------------------- | ------------------------- |
| Nr                        | Kolarz                    | Miejsce                   |
| 121                       | Noah Vandenbranden (BEL)  | DNF                       |
| 122                       | Alex Colman (BEL)         | 24.                       |
| 123                       | Ruben Apers (BEL)         | 48.                       |
| 124                       | Tuur Dens (BEL)           | 89.                       |
| 125                       | Milan Fretin (BEL)        | DNF                       |
| 126                       | Aaron Verwilst (BEL)      | DNF                       |
| 127                       | Jules Hesters (BEL)       | DNF                       |

| Human Powered Health HPM | Human Powered Health HPM | Human Powered Health HPM |
| ------------------------ | ------------------------ | ------------------------ |
| Nr                       | Kolarz                   | Miejsce                  |
| 131                      | Sasha Weemaes (BEL)      | DNF                      |
| 132                      | Adam de Vos (CAN)        | DNF                      |
| 133                      | August Jensen (NOR)      | 19.                      |
| 136                      | Gijs Van Hoecke (BEL)    | 40.                      |
| 137                      | Matthew Gibson (GBR)     | DNF                      |

| Team Corratec COR | Team Corratec COR         | Team Corratec COR |
| ----------------- | ------------------------- | ----------------- |
| Nr                | Kolarz                    | Miejsce           |
| 141               | Antonio Barać (CRO)       | DNS               |
| 142               | Charlie Quaterman (GBR)   | DNF               |
| 143               | Nicolas Dalla Valle (ITA) | DNF               |
| 144               | Giulio Masotto (ITA)      | DNF               |
| 145               | Lorenzo Quartucci (ITA)   | DNF               |
| 146               | Etienne van Empel (NED)   | 42.               |
| 147               | Samuele Zambelli (ITA)    | DNF               |

| Q36.5 Pro Cycling Team Q36 | Q36.5 Pro Cycling Team Q36 | Q36.5 Pro Cycling Team Q36 |
| -------------------------- | -------------------------- | -------------------------- |
| Nr                         | Kolarz                     | Miejsce                    |
| 151                        | Fabio Christen (SUI)       | DNF                        |
| 153                        | Kamil Małecki (POL)        | 81.                        |
| 154                        | Tom Devriendt (BEL)        | 68.                        |
| 155                        | Nicolò Parisini (ITA)      | 75.                        |
| 156                        | Szymon Sajnok (POL)        | 14.                        |
| 157                        | Nickolas Zukowsky (CAN)    | 57.                        |

| Team Novo Nordisk TNN | Team Novo Nordisk TNN | Team Novo Nordisk TNN |
| --------------------- | --------------------- | --------------------- |
| Nr                    | Kolarz                | Miejsce               |
| 171                   | Joonas Henttala (FIN) | DNF                   |
| 172                   | Declan Irvine (AUS)   | DNF                   |
| 173                   | Matyáš Kopecký (CZE)  | 31.                   |
| 174                   | Péter Kusztor (HUN)   | DNF                   |
| 175                   | Andrea Peron (ITA)    | 16.                   |
| 176                   | Robbe Ceurens (BEL)   | DNF                   |
| 177                   | Logan Phippen (USA)   | DNF                   |

| Tarteletto-Isorex TIS | Tarteletto-Isorex TIS    | Tarteletto-Isorex TIS |
| --------------------- | ------------------------ | --------------------- |
| Nr                    | Kolarz                   | Miejsce               |
| 181                   | Timothy Dupont (BEL)     | 20.                   |
| 182                   | Torsten Demeyere (BEL)   | DNF                   |
| 183                   | Jonas Geens (BEL)        | DNF                   |
| 184                   | Andreas Goeman (BEL)     | 66.                   |
| 185                   | Thomas Joseph (BEL)      | 27.                   |
| 186                   | Thibau Verhofstadt (BEL) | DNF                   |
| 187                   | Mauro Verwilt (BEL)      | DNF                   |

| TDT-Unibet TDT | TDT-Unibet TDT         | TDT-Unibet TDT |
| -------------- | ---------------------- | -------------- |
| Nr             | Kolarz                 | Miejsce        |
| 191            | Joren Bloem (NED)      | 25.            |
| 192            | Davide Bomboi (BEL)    | 36.            |
| 193            | Jordy Bouts (BEL)      | DNF            |
| 194            | Martijn Budding (NED)  | 11.            |
| 195            | Tomáš Kopecký (CZE)    | 65.            |
| 196            | Abram Stockman (BEL)   | 39.            |
| 197            | Yentl Vandevelde (BEL) | DNF            |

| VolkerWessels Cycling Team VWE | VolkerWessels Cycling Team VWE  | VolkerWessels Cycling Team VWE |
| ------------------------------ | ------------------------------- | ------------------------------ |
| Nr                             | Kolarz                          | Miejsce                        |
| 201                            | Jord Baak (NED)                 | DNF                            |
| 202                            | Zak Coleman (GBR)               | 32.                            |
| 203                            | Nick van der Meer (NED)         | 26.                            |
| 204                            | Daan van Sintmaartensdijk (NED) | DNF                            |
| 205                            | Timo de Jong (NED)              | 87.                            |
| 206                            | Coen Vermeltfoort (NED)         | 60.                            |
| 207                            | Thimo Willems (BEL)             | DNF                            |

Legenda: DNF – nie ukończył, OTL – przekroczył limit czasu, DNS – nie wystartował, DSQ – zdyskwalifikowany.

## Klasyfikacja generalna
| \| Klasyfikacja generalna \| Klasyfikacja generalna \| Klasyfikacja generalna \| Klasyfikacja generalna \| Klasyfikacja generalna \| \| Kolarz \| Kolarz \| Państwo \| Drużyna \| Czas \| \| ---------------------- \| ---------------------- \| ---------------------- \| ------------------------ \| ---------------------- \| \| 1. \| Gerben Thijssen \| Belgia \| Intermarché-Circus-Wanty \| 4h 17' 44" \| \| 2. \| Pascal Ackermann \| Niemcy \| UAE Team Emirates \| + 0" \| \| 3. \| Sam Welsford \| Australia \| Team DSM \| + 0" \| \| 4. \| Lionel Taminiaux \| Belgia \| Alpecin-Deceuninck \| + 0" \| \| 5. \| Jakub Mareczko \| Włochy \| Alpecin-Deceuninck \| + 0" \| \| 6. \| Rüdiger Selig \| Niemcy \| Lotto Dstny \| + 0" \| \| 7. \| Juan Sebastián Molano \| Kolumbia \| UAE Team Emirates \| + 0" \| \| 8. \| Sean Flynn \| Wielka Brytania \| Team DSM \| + 0" \| \| 9. \| Kristoffer Halvorsen \| Norwegia \| Uno-X Pro Cycling Team \| + 0" \| \| 10. \| Edward Theuns \| Belgia \| Trek-Segafredo \| + 0" \| |                       |                 |                          |            |
| |                       |                 |                          |            |
| Źródła: ProCyclingStats Cycling Quotient Cycling Archives |                       |                 |                          |            |
| Klasyfikacja generalna |                       |                 |                          |            |
| Kolarz | Kolarz                | Państwo         | Drużyna                  | Czas       |
| 1. | Gerben Thijssen       | Belgia          | Intermarché-Circus-Wanty | 4h 17' 44" |
| 2. | Pascal Ackermann      | Niemcy          | UAE Team Emirates        | + 0"       |
| 3. | Sam Welsford          | Australia       | Team DSM                 | + 0"       |
| 4. | Lionel Taminiaux      | Belgia          | Alpecin-Deceuninck       | + 0"       |
| 5. | Jakub Mareczko        | Włochy          | Alpecin-Deceuninck       | + 0"       |
| 6. | Rüdiger Selig         | Niemcy          | Lotto Dstny              | + 0"       |
| 7. | Juan Sebastián Molano | Kolumbia        | UAE Team Emirates        | + 0"       |
| 8. | Sean Flynn            | Wielka Brytania | Team DSM                 | + 0"       |
| 9. | Kristoffer Halvorsen  | Norwegia        | Uno-X Pro Cycling Team   | + 0"       |
| 10. | Edward Theuns         | Belgia          | Trek-Segafredo           | + 0"       |